# 王子 (東京都北區)
王子（日语：／ Ōji */?）是東京都北區的町名。現行行政地名為王子一丁目至王子六丁目。

## 地理
位於東京都北區中央位置。西有京濱東北線，中央有國道122號（北本通）通過。京濱東北線、東京地下鐵南北線王子站至北本通沿線是王子最繁華的街區。北鄰神谷、足立區新田，東接豐島，東南連堀船，南通西原，西南臨瀧野川，西通岸町，西北接東十條。

### 河川
- 石神井川（日语：石神井川） - 溝田橋。
- 隅田川 - 王子五丁目北面隅田川。

### 地価
根據2014年（平成26年）1月1日的公告地價，王子2-6-16的住宅區地價為35萬6000日圓/m2。

### 廣域地名
廣域上的「王子」包含：
1. 1939年實施町名整理以前的東京市王子區王子町，町村制施行時的北豐島郡王子村（日语：王子町）（之後的王子町）大字王子區域。大約是現在的王子一〜六丁目，王子本町一〜三丁目，岸町一、二丁目，東十條三丁目。
2. 町村制施行時的北豐島郡王子村（之後的王子町）區域。現在的北區王子地區。
3. 王子町編入東京市時成立的「王子區（日语：王子区）」。除了上述的王子町外，再加上舊岩淵町（日语：岩淵町 (東京府)）的區域。現在的北區王子地區與赤羽地區全域。

## 歷史
根據《義經記》，源賴朝橫渡隅田川來到王子板橋。平安時代後期至室町時代，此地為豐島氏所支配。

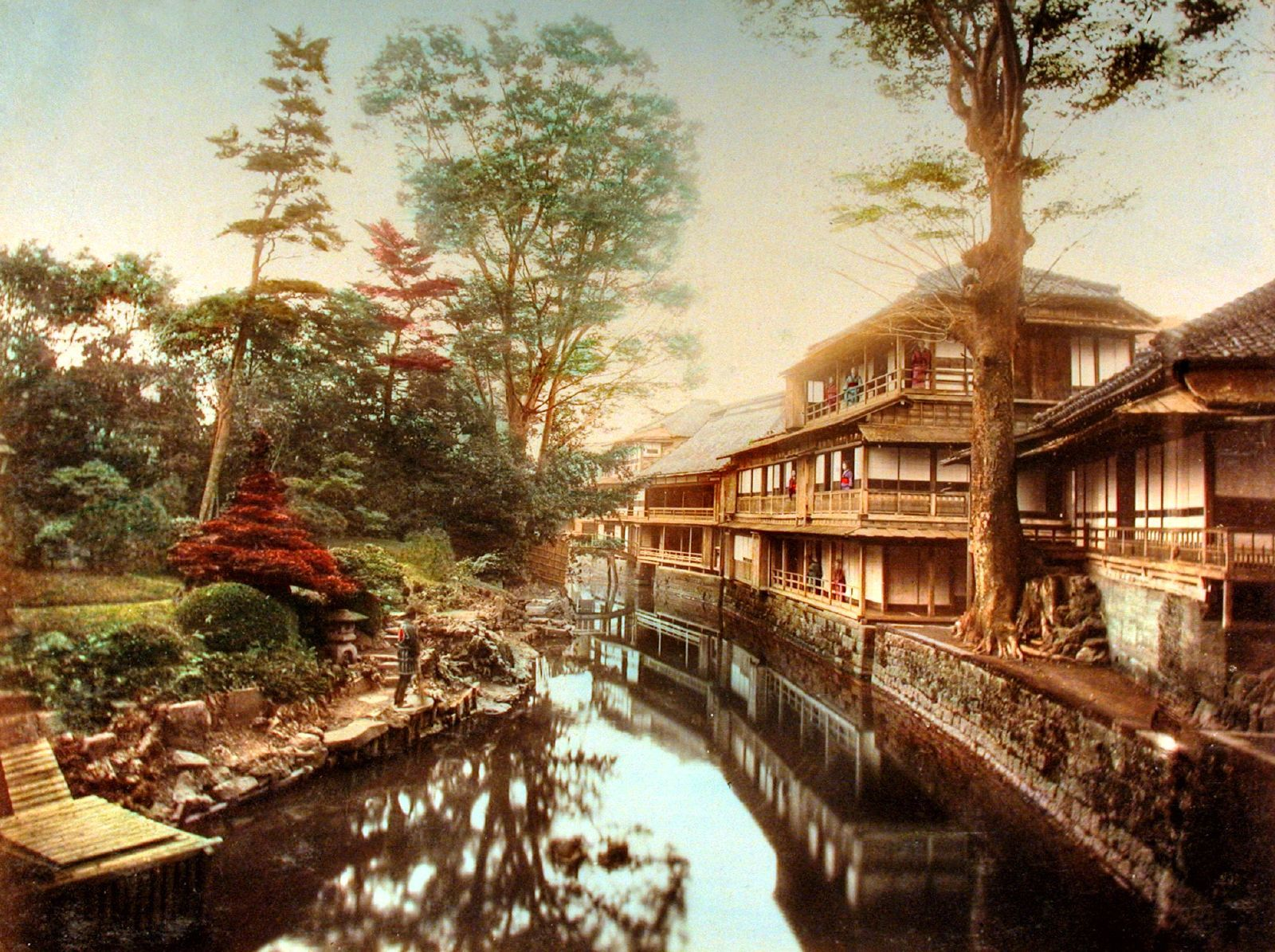
落語「王子之狐」等為人所知的茶屋「扇屋」。其庭園跨越音無川（石神井用水）

江戶時代，通過王子村中心的日光御成街道（岩槻街道）直通江戶市區。18世紀，八代將軍德川吉宗在飛鳥山種植櫻花，吸引江戶市民來此參觀。除了飛鳥山的賞花人氣，王子稻荷神社作為東國33國（東海道15國、東山道11國、北陸道7國）稻荷社頭領，也吸引許多參拜客，使得此地成為江戶郊外的度假勝地。每年大晦日舉行名為「狐之行列」的民俗活動。
明治時代，王子村合併周邊各村成為新的王子村，舊王子村成為大字王子。1875年，日本最早的洋紙工場（舊王子製紙，為王子控股與日本製紙前身）開始在台地東側低地（現王子站東側）營運。翌年印刷局在旁設立印刷所，石神井川、隅田川沿岸一帶低地（現北區王子、北區豐島）開始建設工廠。
1883年，東北本線上野、熊谷區間開通並設置王子站。之後藥品、肥料民間工廠與火藥工廠等陸續進駐，成為東京市北郊首屈一指的工業地區。
1911年，王子電氣軌道路面電車（現在的都電荒川線）在此設置終點站王子站，開始為周邊工廠員工建設住宅。1932年，王子町併入東京市，與北邊的舊岩淵町合併為王子區，大字王子與王子村大字瀧野川合併為王子區王子町。之後，王子町東半部與下十條町一部分成立王子區王子一丁目至五丁目。王子稻荷神社附近（舊王子村大字王子字岸）與下十條町一部分合併成立岸町。以軍用地為中心的剩餘王子町成為後來的王子本町。1947年，王子區與南邊的瀧野川區（舊瀧野川町）合併成立東京都北區，王子區王子改為北區王子。
1945年4月13日的空襲使得王子站前與周邊地區夷為平地，戰後的王子站前形成黑市。原工廠用地陸續改建為團地與住宅，京濱東北線沿線成為住宅區。
1965年7月1日，王子與現在的東十條三丁目分離，實施住居表示。

### 地名由來

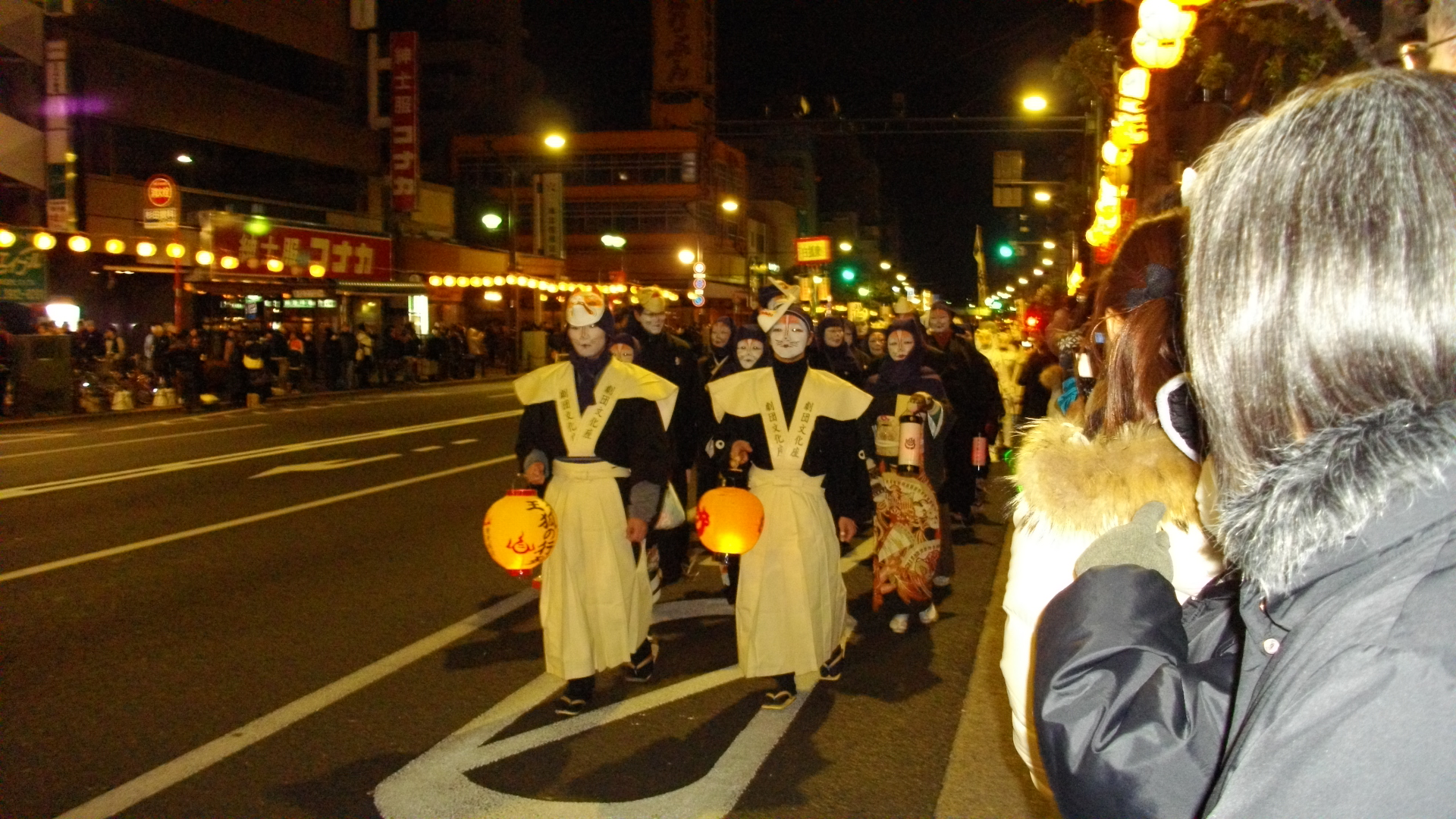
狐之行列

根據《新編武藏風土記稿》鎌倉時代後期的元亨2年（1322年），豊島氏在岸村勸請紀伊牟婁郡熊野若一王子，因此改稱王子村。現在，王子神社之田樂為北區指定無形民俗文化財。

### 沿革
- 1322年（元亨2年）－勸請若王子一宮，岸村（現在的岸町）一帶改稱王子村。
- 1875年（明治8年）6月－王子製紙（日语：王子製紙 (初代)）開始營業。
- 1883年（明治16年）7月28日－王子站開業。
- 1889年（明治22年）5月1日－王子村、豐島村、上十條村、下十條村、堀之內村與船方村西半部合併為王子村，舊王子村為王子村大字王子。
- 1908年（明治41年）－王子村施行町制，此地為王子町大字王子。
- 1915年（大正4年）4月17日－王子電氣軌道（現都電荒川線）在王子站前開業。
- 1932年（昭和7年）10月1日－王子町編入東京市，與岩淵町合併為王子區（日语：王子区）。王子町大字王子與王子町大字瀧野川合併為王子區王子町。
- 1932年（昭和7年）－王子町東半部與下十條町（日语：下十条町）一部分成立王子區王子一丁目至五丁目。王子町與下十條町各一部分合併成立岸町。剩餘的王子町地區為後來的王子本町[2]。
- 1947年（昭和22年）3月15日－王子區與瀧野川區（日语：滝野川区）合併成立北區。王子區王子為北區王子。
- 1965年（昭和40年）7月1日－與現在的東十條三丁目分離，實施住居表示（日语：住居表示）。

## 交通

### 鐵道
- JR東日本京濱東北線 ■王子站
- 東京地下鐵南北線 ○王子站
- 東京地下鐵南北線 ○王子神谷站
- 東京都交通局都電荒川線 ■王子站前停留場

### 巴士
JR王子站為巴士總站，有許多路線在此停靠。
- 東京都交通局
- 國際興業巴士（日语：国際興業バス）
- 北區社區巴士（日语：北区コミュニティバス）

### 道路
- 國道122號
- 東京都道306號王子千住南砂町線（日语：東京都道306号王子千住南砂町線）
- 東京都道455號本鄉赤羽線（日语：東京都道455号本郷赤羽線）

### 首都高速道路、出入口
- 首都高速中央環狀線
- 王子北出入口

## 設施

### 公家機關
- 王子警察署（日语：王子警察署）
- 王子消防署

### 教育機關
- 東京都立飛鳥高等學校（日语：東京都立飛鳥高等学校）
- 東京成德大學中學校、高等學校（日语：東京成徳大学中学校・高等学校）
- 駿台學園中學校、高等學校（日语：駿台学園中学校・高等学校）
- 北區立王子櫻中學校（日语：北区立王子桜中学校）
- 北區立王子小學校（日语：北区立王子小学校）

### 公園、文化設施
- 紙幣與郵票博物館（日语：お札と切手の博物館） - 國立印刷局王子工場內
- 飛鳥山公園
- 北區飛鳥山博物館（日语：北区飛鳥山博物館） - 飛鳥山公園內
- 紙的博物館（日语：紙の博物館） - 飛鳥山公園內
- 站前公園
- 豐島公園
- 柳田公園

### 企業
- Natori（日语：なとり）本社
- 高絲王子研修中心 - 王子為創業地。
- 阿波銀行（日语：阿波銀行）東京城北支店

## 備註
1. ↑  人口統計表（平成26年08月1日現在） 的存檔，存档日期2014-08-19.
2. 1 2 3 4 5  『角川日本地名大辞典 13　東京都』，角川書店，1978年
3. ↑  【第15回～第20回記録】 東京都・北区[永久]
4. ↑  『新修北區史』東京都北區役所，1971年3月，pp448-451。
5. ↑  石鍋秀子『王子に生まれて』街から舎，2007年2月，pp145-150。
6. ↑  [永久]

## 外部連結
- 北區網站 （页面存档备份，存于）